# جون هالي
جون هالي (بالإنجليزية: John Haley)‏ هو سياسي أمريكي، ولد في 1931، وتوفي في 2003.